# هاخوردیان
هاخوردیان (ارمنی: Հախվերդյան) یک نام خانوادگی رایج در میان ارمنیان می‌باشد.
- روبن هاخوردیان موسیقی‌دان
- هوهانس هاخوردیان سیاست‌مدار
- بیوراکن هاخوردیان بازیکن واترپلو

## منبع
- Հովակիմյան, Բախտիար (2005). Հայոց ծածկանունների բառարան (PDF). Երևան: ԵՊՀ հրատ.